# Volo Pacific Western Airlines 3801
Il volo Pacific Western Airlines 3801 (numero del volo: PW3801) era un volo cargo operato dalla compagnia aerea canadese Pacific Western Airlines. Il 2 gennaio 1973, l'aereo, un Boeing 707-321C, partì da Toronto per effettuare un trasporto di bestiame verso Seul in Corea del Sud, ma precipitò al suolo poco prima dello scalo all'aeroporto Internazionale di Edmonton. Tutti i cinque occupanti e gli 86 capi di bestiame trasportati persero la vita nell'incidente.

## L'aereo
L'aereo utilizzato per il volo era un Boeing 707-321C. Era il 389° Boeing 707 mai costruito ed aveva numero di serie 18826. Il velivolo fu registrato il 17 settembre 1964 per il suo primo proprietario Continental Airlines e dal 26 luglio 1972 ri-registrato CF-PWZ per la Pacific Western Airlines. Al momento dell'incidente, aveva accumulato 33.059 ore di volo in 9.458 cicli di pressurizzazione.

## L'equipaggio e il carico
L'equipaggio era composto da tre persone. L'esperto comandante era un veterano dell'aeronautica. Il primo ufficiale 27enne, con poca esperienza di volo con il Boeing 707 e l'abilitazione acquisita solo di recente per questo tipo di aeromobile, era stato in vacanza 6 settimane prima del volo.
Il velivolo era stato caricato con 86 frisone e c'erano due guardiani che le tenevano d'occhio.

## L'incidente
Durante l'avvicinamento a Edmonton imperversava nell'area una tempesta di neve. A questo punto, il Boeing era controllato dal primo ufficiale relativamente inesperto. L'avvicinamento con l'aereo pesantemente caricato in condizioni di scarsa visibilità, vento e segni di stanchezza gli causò evidenti difficoltà. Il comandante assunse i controlli in ritardo e cercò di fermare il rateo di discesa, che era troppo elevato. Tuttavia, non ci riuscì: il 707 inizialmente spazzò diversi pioppi a tre chilometri dall'aeroporto di destinazione. Poi, la fusoliera sfiorò il terreno mentre la coda trasportava con sé alcune linee elettriche. Alla fine, si schiantò su un'altura in una cava di ghiaia. La parte anteriore e la sezione della cabina di pilotaggio si staccarono e la forza dell'impatto catapultò il bestiame fino a 100 metri in avanti fuori dalla fusoliera aperta. Tutti e cinque i membri dell'equipaggio morirono; scoppiò un incendio che consumò l'aereo.

## Ritrovamenti nel 2017
Nell'estate del 2017, il consiglio comunale di Leduc eseguì dei lavori a nord del lago di Telford nell'ambito della pianificazione per la costruzione di un parco dei leoni. Ad un certo punto venne trovata una grande quantità di detriti del Boeing 707, il più grande dei quali era lungo circa sette-otto piedi. Il curatore dell'Alberta Aviation Museum ispezionò e documentò i frammenti con un team di archeologi, con l'intenzione di esporvi un frammento lungo 2 metri.